# لیدویل‌نورت (کلرادو)
لیدویل‌نورت (به انگلیسی: Leadville North) یک منطقهٔ مسکونی در ایالات متحده آمریکا است که در شهرستان لیک، کلرادو واقع شده‌است. لیدویل‌نورت ۶٫۶ کیلومتر مربع مساحت و ۱٬۹۴۲ نفر جمعیت دارد.